# Werner Hersmann
Friedrich Wilhelm Paul Werner Hersmann, född 11 september 1904 i Duisburg, död 17 oktober 1972 i Köln, var en tysk SS-Sturmbannführer. Han var från december 1942 till maj 1943 chef för Sonderkommando 11a inom Einsatzgruppe D.

## Biografi
Werner Hersmann växte upp i Frankfurt am Main, en stad med en framträdande judisk minoritet. Han ansåg, att hans uppväxt hade lärt honom att judarna utövade ett destruktivt inflytande över det tyska samhället. Under 1920-talets senare hälft utbildade sig Hersmann till ingenjör. Han blev den 1 september 1930 medlem i Nationalsocialistiska tyska arbetarepartiet (NSDAP) och i november samma år i Sturmabteilung (SA). Året därpå, 1931, inträdde han i Schutzstaffel (SS).

### Operation Barbarossa
I gryningen den 22 juni 1941 anföll Tyskland sin tidigare bundsförvant Sovjetunionen och inledde den omfattande Operation Barbarossa. Enligt Tysklands Führer Adolf Hitler innebar kriget mot Sovjetunionen ett ideologiskt förintelsekrig och den ”judisk-bolsjevikiska intelligentian” måste elimineras. Efter de framryckande tyska arméerna följde Einsatzgruppen, mobila insatsgrupper. Chefen för Reichssicherheitshauptamt, Reinhard Heydrich, gav insatsgrupperna i uppdrag att mörda judar, romer, partisaner, politiska kommissarier (så kallade politruker) och andra personer som ansågs hota Tredje rikets säkerhet. Beträffande insatsgruppernas massmord på judar mördades initialt endast män, men i augusti 1941 gav Reichsführer-SS Heinrich Himmler order om att massmordet även skulle inbegripa kvinnor och barn. I början av december 1942 efterträdde Hersmann Gerhard Bast som befälhavare för Sonderkommando 11a inom Einsatzgruppe D. Hersmanns kommando ägnade sig i huvudsak åt partisanbekämpning, bland annat i Pripjatträsken. Hersmann sårades och blev istället kommendör för Sicherheitspolizei (Sipo) och Sicherheitsdienst (SD) i Banja Luka. Åren 1944–1945 ledde han antipartisanenheter i Konitz, Slovenien, Krain och Slovakien.
I andra världskrigets slutskede stred Hersmann med 38. SS-Grenadier-Division Nibelungen. Han deltog bland annat i arkebuseringen av civilister i Altötting den 28 april 1945.

### Efter andra världskriget
År 1950 dömdes Hersmann av Schwurgericht Traunstein till 8 års fängelse för morden i Altötting. Åtta år senare, 1958, dömdes Hersmann vid Einsatzgruppenrättegången i Ulm till 15 års fängelse för krigsförbrytelser. I december 1961 släpptes Hersmann från fängelset.

## Befordringshistorik
| Datum             | Tjänstegrad         |
| ----------------- | ------------------- |
| 13 september 1936 | SS-Untersturmführer |
| 20 april 1938     | SS-Obersturmführer  |
| 30 januari 1939   | SS-Hauptsturmführer |
|                   | SS-Sturmbannführer  |